# (16711) Ka-Dar
(16711) Ka-Dar est un astéroïde de la ceinture principale.

## Description
(16711) Ka-Dar est un astéroïde de la ceinture principale. Il fut découvert le 26 septembre 1995 à Zelenchukskaya Station par Timur V. Kryachko. Il présente une orbite caractérisée par un demi-grand axe de 3,18 UA, une excentricité de 0,18 et une inclinaison de 2,8° par rapport à l'écliptique.

## Compléments